# Gráfik Imre
Gráfik Imre (Balatonalmádi, 1944. augusztus 4. –) magyar etnográfus, muzeológus, a néprajztudományok kandidátusa (1988).

## Élete
Szülei Gráfik János és Pintér Anna. Általános iskolai tanulmányait szülővárosában végezte el. A székesfehérvári József Attila Gimnáziumban érettségizett. 1962–1965 között a Kossuth Lajos Tudományegyetem magyar-néprajz-muzeológia szakos hallgatója volt. 1968–1970 között az ELTE Bölcsészettudományi Karán is magyar-néprajz-muzeológiát tanult. 1
970–1986 között a Néprajzi Múzeum muzeológusa, illetve osztályvezetője volt. 1970–1978 között a Szentendrei Szabadtéri Néprajzi Múzeum tájegységfelelős muzeológusa. 1976–1985 között néprajzi szakfelügyelőként dolgozott. 1976–1979 között a Magyar Néprajzi Társaság titkára, 1997–2003 között főtitkára, 2003 óta pedig alelnöke. 1986–1991 között az Ethnographica Pannonica titkára, 1991–1996 között elnöke volt. 
1986–1994 között a szombathelyi Savaria Múzeum igazgatója volt. 1987–1992 között az Alpok–Adria Munkaközösség tudománytechnikai bizottságának tagja. 1989 óta a Veszprémi Akadémiai Bizottság magyarságkutató munkabizottságának elnöke. 1990 óta a Magyar Szemiotikai Társaság elnökségi tagja. 1994–1998 között a Néprajzi Múzeum főosztályvezetője, 1999–2006 között a múzeum főtanácsosa. 1997 óta a Magyar Tudományos Akadémia Néprajzi Bizottságának tagja. 2001–2003 között az Országos Tudományos Kutatási Alapprogram (OTKA) néprajzi zsűrijének elnöke.

### Kutatási területe
A szállítás- és közlekedéskultúra, népi építészet, etnoszemiotika és néprajzi, népművészeti kiállítások, nemzetiségi-kisebbségi kultúra, magyarságkutatás. Kutatásainak eredményeit hazai és külföldi szakfolyóiratokban, évkönyvekben, tanulmánykötetekben tette közzé, illetve a hazai és nemzetközi konferenciákon ismertette.

## Magánélete
1974-ben házasságot kötött Edelényi Máriával, aki fordító. Három gyermekük született; Anna (1975), Árpád (1978) és Eszter (1982).

## Művei
- Szállítás és közlekedés a Szentendrei-szigeten (1971)
- A társadalom jelei. Szemiotikai tanulmányok (válogatta és társszerkesztő, 1977)
- Kultúra és szemiotika (társszerző, 1981)
- A magyarországi fahajózás. A hajóvontatás néprajza (1983)
- Az áru útja a szállítás forradalma előtt; ELTE, Bp., 1983 (Folklór, folklorisztika és etnológia)
- Jel és hagyomány (Etnoszemiotikai tanulmányok, 1992)
- Hajózás és gabonakereskedelem (1992)
- Tanulmányok a szlovéniai magyarság köréből (szerkesztő, 1994)
- Tanulmányok a burgenlandi magyarság köréből (válogatta, társszerkesztő, 1994)
- Jelünk a világban: kultúránk (1995)
- Vas megye népművészetei (szerkesztette, 1996)
- Kapcsolatok és konfliktusok Közép-Európa vidéki életében – Kontakte und Konflikte im laendlichen Leben Zentral-Europas (társszerkesztő, 1997)
- Néprajzi olvasókönyv (szerkesztő, 1998)
- Signs in Culture and Tradition (1998)
- Széki lakodalom (Gráfik Imre-Turbéky Dénes, 2000)
- The Minorities at the Turn of Millennium – Kulturen der Nationalitäten an der Jahrtausendwend – A nemzetiségi kultúrák az ezredfordulón (szerkesztette, 2001)
- A nyereg. A Néprajzi Múzeum tárgykatalógusai 6. (2002)
- Jankó János: Kalauz a Magyar Nemzeti Múzeum Néprajzi Osztályának kiállításához 1898 (szerkesztő, 2002)
- Hajózás és gabonakereskedelem. "Gabonakonjunktúra vízen"; 2. jav. kiad.; Pro Pannonia, Pécs, 2004 (Pannónia könyvek)
- Céhemlékek; Néprajzi Múzeum, Bp., 2008 (A Néprajzi Múzeum tárgykatalógusai)
- A nyereg; 2. bőv. kiad.; Néprajzi Múzeum, Bp., 2012 (Catalogi Musei Ethnographiae)
- Határtalanul. Határon innen és túl; Pro Pannonia, Pécs, 2013 (Pannónia könyvek)
- Gráfik Imre–Turbéky Dénes–Széki Soós János: Széki lakodalom; Hagyományok Háza, Bp., 2014 + CD-ROM
- Építészeti hagyományunk nyomában. Tanulmányok a népi építészet és a településnéprajz köréből, 1974–2018; Romanika, Bp., 2019 (A Szent Korona öröksége)
- A játékok játéka: a gombfoci; GlobeEdit, London–Chisinau, 2024
- A Monbréciától a Remete közig; Almádiért Közalapítvány, Balatonalmádi, 2024

## Kiállításai
- Velemér völgyi gerencsérek (Budapest, 1970)
- Népi építkezés (Székesfehérvár, 1972)
- Rejtett kincsek IV. – Tótkomlós néprajzából (Budapest, 1974)
- Kézműipar tegnap és ma (Budapest, 1978)
- Küche-konyha-kuhinja. Népi táplálkozástörténet (Szombathely, 1987-1988)
- Népi díszítőművészet Vas megyében (Budapest, 1988)
- Nyeregbe! (Budapest, 2002; Nyíregyháza 2003)
- Nyeregbe Európa! / V sedlo, Evropa! / In the saddle, Europe!

## Díjai, kitüntetései
- Jankó János-díj (1979)
- Ipoly Arnold-díj (2004)
- Bátky Zsigmond-díj (2005)
- Györffy István-emlékérem (2006)
- A Magyar Érdemrend lovagkeresztje (2012)[2]
- Dr. István Lajos életműdíj (2013)